# Великоселец, Казимир
Казимир Великосе́лец (бел. Казімір Велікаселец; род. 5 мая 1945, деревня Староволя, Пружанский район, Брестская область, Белорусская ССР) — белорусский прелат, доминиканец. Титулярный епископ Бланды Юлии с 6 мая 1999. Вспомогательный епископ Пинской епархии с 6 мая 1999 по 10 октября 2024. Апостольский администратор Минско-Могилевского архиепархии с 3 января по 23 октября 2021 года.

## Биография
Служил в армии по призыву, работал на стройке в Вильнюсе. В Вильнюсе познакомился с монахами-доминиканцами.
Три года власти не давали ему возможность поступить в Рижскую семинарию. В 1981 году принят в Рижскую семинарию. Во время учёбы принёс свои первые монашеские обеты в ордене доминиканцев.
После окончания Рижской семинарии (1984 год) рукоположён в сан священника и направлен в свой первый приход Пресвятой Троицы в Ишколди. Под его духовной опекой находились также Юшковичи, Городище, Столовичи, Полонечка, Новый Свержень, Городея, Кореличи, Мир, Ганцевичи, так как в то время священников не хватало и каждый из них обслуживал многочисленные приходы. Кроме пастырского служения занимался реставрацией и ремонтом храмов.
В 1992 году он был назначен Генеральным викарием Пинской епархии, одновременно выполнял обязанности декана Барановичского деканата и настоятеля храма Воздвижения Святого Креста в г. Барановичи.
24 июня 1999 года в Пинском кафедральном соборе возведён в сан епископа. Епископское посвящение возглавлял кардинал Казимир Свёнтек.
3 января 2021 года назначен апостольским администратором Минско-Могилёвского архидиоцеза, в связи с уходом в отставку архиепископа Тадеуша Кондрусевича.